# Eupithecia carneata
Eupithecia carneata är en fjärilsart som beskrevs av Mcdunnough 1946. Eupithecia carneata ingår i släktet Eupithecia och familjen mätare. Inga underarter finns listade i Catalogue of Life.